# Мануель Есек'єль Брусуаль
Мануель Есек'єль Брусуаль (ісп. Manuel Ezequiel Bruzual; 1832 — 15 серпня 1868) — військовий лідер, ліберал, голова міністерства оборони та військово-морського флоту (1864), а також президент Венесуели 1868 року.
Брусуаль брав активну участь у Федералістській війні, бився у Баркісімето й Португесі. Пізніше, після того як федералісти взяли владу до своїх рук, президент Хуан Крісостомо Фалькон призначив його на пост міністра оборони та військово-морського флоту (1864). Вийшов у відставку після звинувачень у змові.
1866 року очолив Генеральний штаб армії. 25 квітня 1868 року став президентом Венесуели.
Після виходу у відставку з посту глави держави Брусуаль виїхав до Пуерто-Кабельйо. Звідти він заявив про свій намір стати президентом країни, він навіть заручився підтримкою військ, проте 14 серпня 1868 року зазнав поразки від Хосе Руперто Монагаса.
Мануель Есек'єль Брусуаль помер на Кюрасао 15 серпня 1868. 1872 року його рештки було доставлено на батьківщину за наказом президента Антоніо Гусмана Бланко.